# Longcross
Longcross – wieś w Anglii, w hrabstwie Surrey, w dystrykcie Runnymede. Leży 36 km na południowy zachód od centrum Londynu.